# Ród Levych z Pomorza
Ród Levych z Pomorza – zamożna rodzina niemiecka pochodzenia żydowskiego mieszkająca na Pomorzu Zachodnim w XIX i XX wieku. Wcześniej ich przodkowie przebywali tu w XVII wieku. Byli także osiedleni w Wielkopolsce w XVIII wieku a pod koniec tego wieku wyemigrowali na Pomorze Zachodnie (wówczas Pomorze Tylne). Osiedlili się w Białogardzie, następnie rodzina Levych zamieszkała w Kamieniu Pomorskim, Mirosławcu i ostatecznie w Połczynie-Zdroju. Kochali rodzinny kraj z jednoczesną świadomością żydowskiego pochodzenia i przywiązaniem do religijnych rytuałów, byli rodziną o podwójnym patriotyzmie kulturowym, bo dzielący szacunek pomiędzy dwie tradycje: państwa pruskiego i hebrajską.

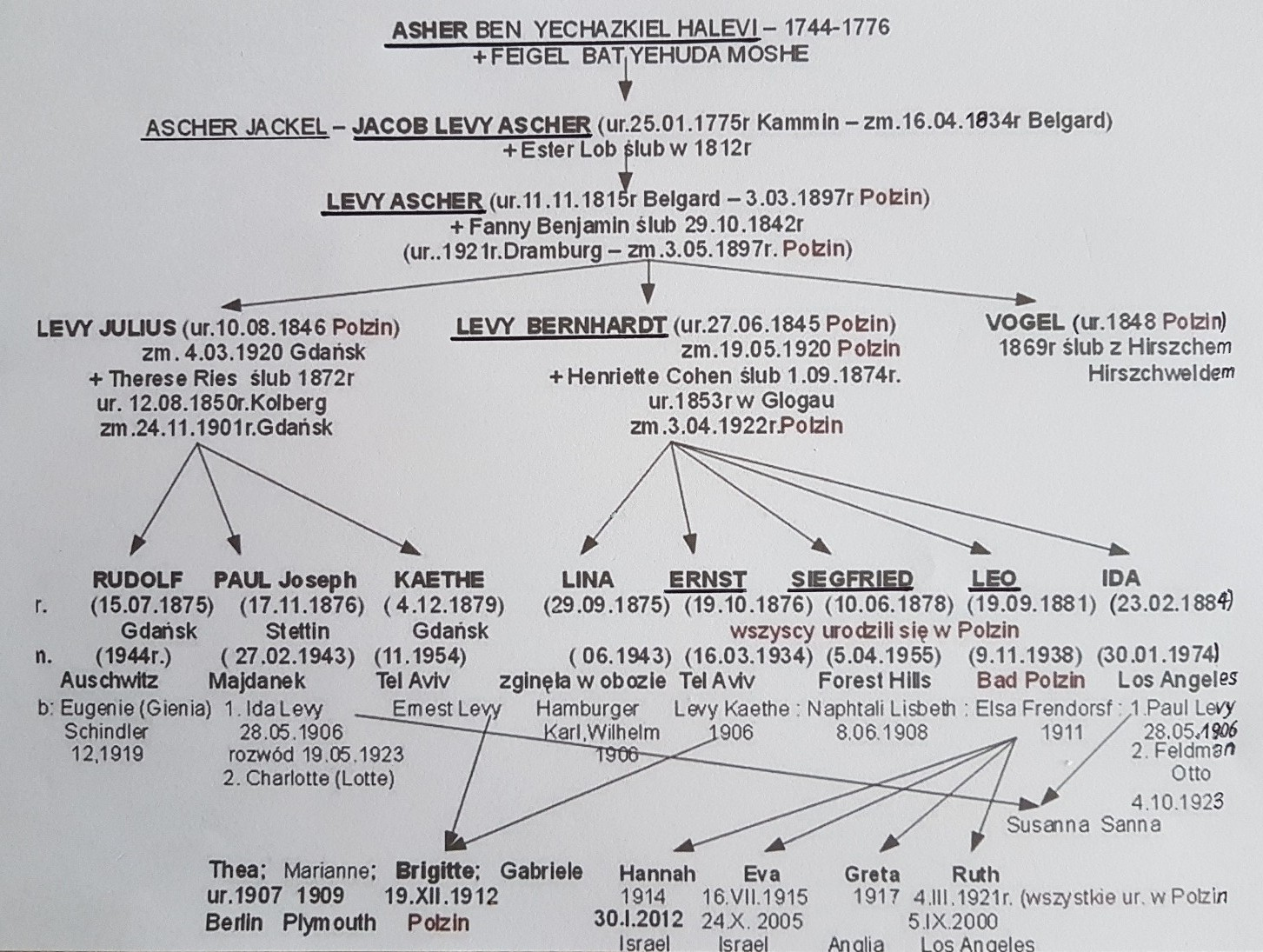
Genealogia rodu Levych

Członek rodu, Leo Levy, 10 listopada 1938, został zamordowany w swoim w domu przy ulicy Zdrojowej (Bismarck Prommenade) w Połczynie-Zdroju przez nazistowskich bojówkarzy. Rodzina pochowała go potajemnie na miejscowym kirkucie. Ród Levych z Pomorza liczył pięć pokoleń: Berisch Ascher, Jӓckel Ascher/Jakob Levy, Ascher Levy, Bernhard Levy i Leo Levy.

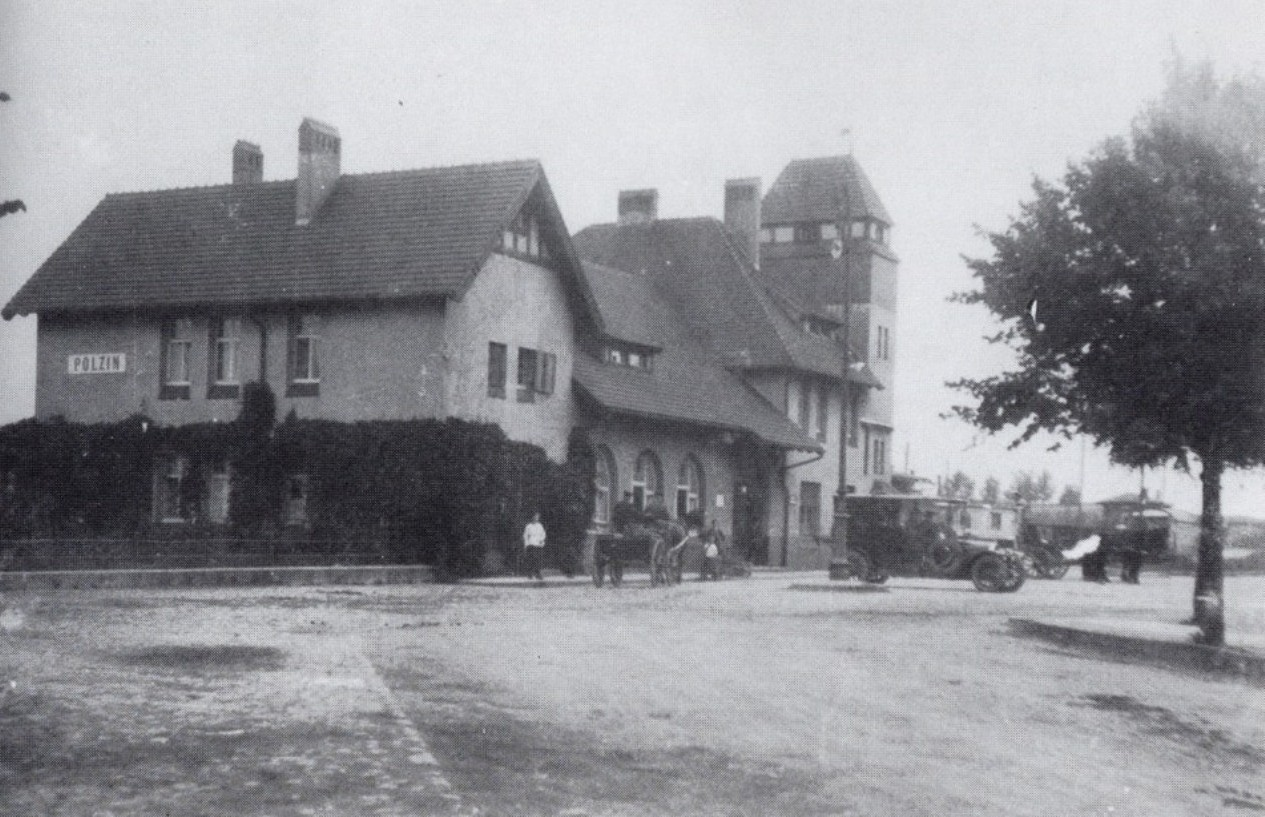
Połczyn (Polzin), dworzec kolejowy

.

## Geneza rodu

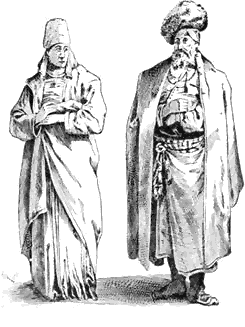
Para Żydów polskich, 1765

Przodkowie Aschera Levy’ego w XVII wieku zamieszkiwali na Pomorzu Zachodnim, gdzie ich przodkiem był rabin Jerucham, który osiedlił się w Białogardzie w 1650 i był jednym z założycieli gminy żydowskiej w tym mieście. Byli także osiedleni XVIII wieku w Wielkopolsce, gdzie jako bardzo ubodzy nie mieli prawa kupować ziemi, zatrudniać chrześcijan oraz napotykali na inne liczne trudności. Nie otrzymali nawet statusu Schutzjuden (chronionych protegowanych Żydów).
14 czerwca 1744 urodził się Ascher Ben Yechazkiel Halevi, który ożenił się w 1765 z Feigą Gitlą Bat Yehudą Moshe, pochodzącą z rodziny Horowitzów. Ascher Ben Yechazkiel Halevi posługiwał się głównie nazwiskiem Berisch Ascher, a jego prapradziadkiem był rabin Jerucham z Białogardu.
W II połowie XVIII wieku rodzina Berischa Aschera wyemigrowała na Pomorze Zachodnie (wówczas Pomorze Tylne, niem. Hinterpommern), gdzie w kolejnych pokoleniach żyła w XIX i XX wieku w Białogardzie, Kamieniu Pomorskim, Mirosławcu, następnie w Połczynie-Zdroju (niem. Polzin, następnie Bad Polzin).

### Rodzina Berischa Aschera
Berisch Ascher i Feigel Gitel Ascher (w Wielkopolsce miała nazwisko Feigel Bat Yehuda Moshe) wyemigrowali pod koniec XVIII wieku na Pomorze i osiedlili się w Białogardzie. Poszli w ślady tych członków rodziny, którzy już wcześniej przenieśli się na zachód. Rodzina Ascherów żyła w Białogardzie w skrajnej nędzy, tutaj przyszło na świat ich jedenaścioro dzieci. Ich syn Jӓckel Ascher urodził się 25 stycznia 1775 w Kamieniu Pomorskim w powiecie białogardzkim. W 1776 zmarł Berisch Ascher. Jego syn Jӓckel Ascher był bezdomnym biedakiem, zarabiał na życie jako domokrążca, wędrując od wioski do wioski.

### Rodzina Jӓckela Aschera/Jakoba Levy’ego
W 1812 król Fryderyk Wilhelm III podpisał edykt emancypacyjny umożliwiający Żydom przyjmowanie pruskiego obywatelstwa. Jӓckel Ascher przyjął nazwisko Jakob Levy. Mając 37 lat w 1812 ożenił się z Esther Lob z Choszczna. Na handlu z wycofującą się armią Napoleona zdobył swój pierwszy, mały majątek. Zakupił gospodę na obrzeżach Białogardu. Rodzina Levych starała się żyć jak inni obywatele, nie zapominali o żydowskiej religii i obyczajach.
W 1814 Jakob Levy otrzymał pozwolenie na osiedlenie się w Białogardzie. 10 października 1815 urodził się Levym syn, który po ojcu otrzymał imię Ascher. 22 sierpnia 1819 ich oberża i sklep spłonęły podczas zamieszek w Białogardzie. Rabin gminy żydowskiej znalazł im skromny dach nad głową i dał pracę w gospodarstwie. Jakob Levy pracował jako robotnik rolny. Zmarł w Białogardzie w 1834. Jedyny syn Jakoba, Ascher Levy, był od małego uczony przez matkę czytania, pisania, arytmetyki. Studiował święte pisma. Dzięki niej został przyjęty do przedsiębiorstwa Louisa Stargera w Mirosławcu. 15 września 1835 zmarła Esther Levy.

### Rodzina Aschera Levy’ego
Ascher Levy w 1835 przeprowadził się z Mirosławca do Białogardu, a następnie do Połczyna, który zamieszkiwało wówczas ponad 2500 mieszkańców, w tym prawie 200 Żydów. Jako Żyd był początkowo traktowany z nieufnością. Z czasem wybił się na samodzielność: sprzedawał chłopom sukno i nasiona. Uzbierał pokaźną sumę w banku, miał kilka nieruchomości. Po czasie został uznany za pełnoprawnego mieszkańca miasteczka. W 1841 otrzymał obywatelstwo.
W 1842 ożenił się z dziewiętnastoletnią Fanny Benjami pochodzącą z Drawska Pomorskiego. Rodzice Fanny dali pieniądze na pokrycie większości kosztów zakupu dwupiętrowego domu, który został zakupiony za 1300 reichstalarów od rodziny von Manteufflów. Znajdował się on przy ulicy 5 Marca (Brunnenstrasse) w Połczynie-Zdroju. W 1843 w Połczynie było już 248 Żydów. W miasteczku była szkoła żydowska, która powstała w 1824 i rodzina Levych do niej posyłała swoje dzieci. Ascher Levy, mając bardzo ortodoksyjne poglądy, mimo dobrych wyników szkoły i sprzeciwu pozostałych członków gminy zmusił prowadzącego do rezygnacji. Jednak wskutek protestu pozostałych rodziców 22 września 1849 szkołę żydowską rozwiązano, natomiast dzieci posłano do szkoły publicznej. Własną szkołę gmina uzyskała dopiero w późniejszym okresie.
Z czasem Ascher Levy uzyskał mandat radnego w Połczynie. Handlował zbożem i innymi płodami rolnymi, sprzedawał drewno z tartaków pod Koszalinem. I choć wciąż znany był jako „Żyd od zboża”, inwestował w różne branże. Zakupił akcje linii kolejowej Lipsk–Magdeburg, tysiące talarów zainwestował też w przedsiębiorstwo budujące linię ze Stargardu do Koszalina. Kupił tartak w Kołaczu pod Połczynem. Ascher słuchał rad kuzyna z Berlina. Dbał o to, by rodzina nie zdradziła zasad Talmudu. Nad jego łóżkiem wisiał portret Majmonidesa i króla Prus Fryderyka Wilhelma IV. Starał się być wiernym poddanym pruskiego monarchy.
W 1847 i 1848 na Pomorzu wybuchały zamieszki spowodowane głodem i bezrobociem. W Połczynie w 1848 doszło do zamieszek antysemickich, przemoc skierowana była przeciwko zamożnym Żydom. Ubodzy mieszkańcy atakowali i okradali kupców na miejscowym targu i uliczkach miasta. Dom Aschera Levy’ego ucierpiał najbardziej, ocaliła go straż miejska i miejscowi karabinierzy.
W 1852 Ascher Levy udzielił pożyczki Karlowi Fuhrmannowi, który zakupił browar Seringa. 5 lutego 1853 ruszyła produkcja w nowej przędzalni i filcowni w Połczynie. W tymże roku Ascher przekazał 250 talarów na budowę filii szpitala Betania (szpital do dziś mieści się w tym budynku). 20 sierpnia król Fryderyk Wilhelm IV odwiedził Połczyn, gdzie uczestniczył we wmurowaniu kamienia węgielnego pod ten szpital. Ascher jako Żyd nie miał prawa stanąć wśród dygnitarzy witających monarchę.
W 1871 syn Julius został odznaczony Krzyżem Żelaznym II klasy. W 1877 przedsiębiorstwo pod firmą Ascher Levy, bankier, kupiec zbożowy i rolny, tartak i skład drewna było największym i najlepiej prosperującym zakładem w powiecie białogardzkim. Wszystkie nieruchomości przedsiębiorstwa Levy’ego były warte w sumie 830 000 reichsmarek.

Ascher Levy zmarł 3 marca 1897 w wieku 82 lat, jego żona Fanny zmarła dwa miesiące później. Mieli troje dzieci: Bernharda (ur. 1845), Juliusa (ur. 1846) i córkę Vogel (ur. 1848). Pod koniec życia Ascher dał przestrogę jednemu z synów, Bernhardowi: 

„Pamiętaj zawsze, że jesteś dumnym, równouprawnionym obywatelem Prus. I nie zapomnij nigdy, że jesteś Żydem. Nawet jeśli przemilczysz swoje pochodzenie, zawsze znajdzie się ktoś, kto ci je przypomni.”

### Rodzina Bernharda Levy’ego
Bernhard urodził się 13 czerwca 1845. Uczęszczał do szkoły żydowskiej przy ul. Targowej oraz do szkoły publicznej wybudowanej w 1866 przy ulicy Grunwaldzkiej. Bernhard od początku był przez ojca wprowadzany w tajniki rodzinnego przedsiębiorstwa. 1 września 1874 ożenił się z Henriette.
W 1877 Bernhard prowadził rozmowy z bankiem w Szczecinie, a dzięki nim ojciec powierzał mu coraz więcej obowiązków związanych z przedsiębiorstwem. Bernhard wprowadził w nim innowacje, co przyniosło zysk. Rodzina inwestowała w obligacje i akcje. Podjęto nowe inwestycje, zawarto kontrakty z odbiorcami ich towarów.
W 1885 Bernhard Levy oficjalnie przejął prowadzenie przedsiębiorstwa, wówczas jego ojciec miał siedemdziesiąt lat.
16 sierpnia 1889 podpisał kontrakt z Eugenem von Blanckenburgiem w kancelarii Renglera, notariusza ze Szczecina. Wspólnik dotrzymał zobowiązań i Przedsiębiorstwo Drzewne po otrzymaniu certyfikatów produkowało pod Koszalinem zapałki.
W 1897 Bernhard, po śmierci ojca, przejął rodzinny biznes. Było to przedsiębiorstwo pod firmą Ascher Levy-Bank-Getreide-und Erntehandel, Dampfsägewerk und Holzhandel en gros. Założył jedną z pierwszych linii telefonicznych w miasteczku. W 1899 zakupił część dużego domu, całe piętro przy ulicy Zdrojowej. Siedziba przedsiębiorstwa pozostała w dawnym domu rodzinnym przy Brunnenstrasse.
Zmarł 19 maja 1920. Był pochowany uroczyście, z honorami. W pogrzebie uczestniczył burmistrz Połczyna, który nad grobem długoletniego członka rady miejskiej wygłosił laudację. Ze Szczecina przybyli m.in. dyrektor banku i rabin Moses Vernus. Wieńce złożyli przedstawiciele lokalnych władz kolejowych, robotnicy z tartaków, fabryk i majątków. Kantor Grabarski ze Szczecina odśpiewał modlitwy. Pogrzeb pokazał znaczenie, szacunek i wpływy, jakimi w Połczynie i w okolicy cieszyła się rodzina Levych. Henriette zmarła w 1922.
Bernhard z Henriette miał pięcioro dzieci o imionach: Lina, Ernst, Siegfried, Leo, Ida.

### Rodzina Leo Levy’ego
Leo Levy w 1913 poślubił Elsę Frensdorf. Mieli cztery córki: Hannah, Evę, Gretę i Ruth.
We wrześniu 1914 Leo w wieku 33 lat został powołany do służby wojskowej. Siegfried, który decyzją komisji poborowej został uznany za niezdolnego do służby, zajął się prowadzeniem firmy. Kuzyn Leo, Rudolf Levy służył jako kierowca w 117 Dywizji Piechoty na froncie zachodnim, a za walki w Artois otrzymał Krzyż Żelazny. Leo Levy został skierowany do koszar w Pile (niem. Schneidemühle) celem odbycia szkolenia podstawowego, potem do małego miasteczka w północno-wschodniej Francji, niedaleko frontu. Otrzymał zadanie aprowizacji w 1 Królewsko-Bawarskiej Brygadzie Piechoty Rezerwy.
W 1918 w wigilię Bożego Narodzenia Leo powrócił z wojny do Połczyna. Po śmierci ojca Leo został głową rodu i zarazem dyrektorem przedsiębiorstwa. W 1926 Polzin zmienił nazwę na Bad Polzin. W 1932 w mieście żyło 120 Żydów. 10 listopada 1938, o 4 nad ranem, Leo został zamordowany w swoim pokoju w domu przy ul. Zdrojowej przez nazistowskich bojówkarzy. Rodzina pochowała go potajemnie na miejscowym cmentarzu żydowskim. W tym samym czasie, podczas nocy kryształowej, cmentarz został zbezczeszczony.

## Wywód genealogiczny

### Rodzina z Wielkopolski

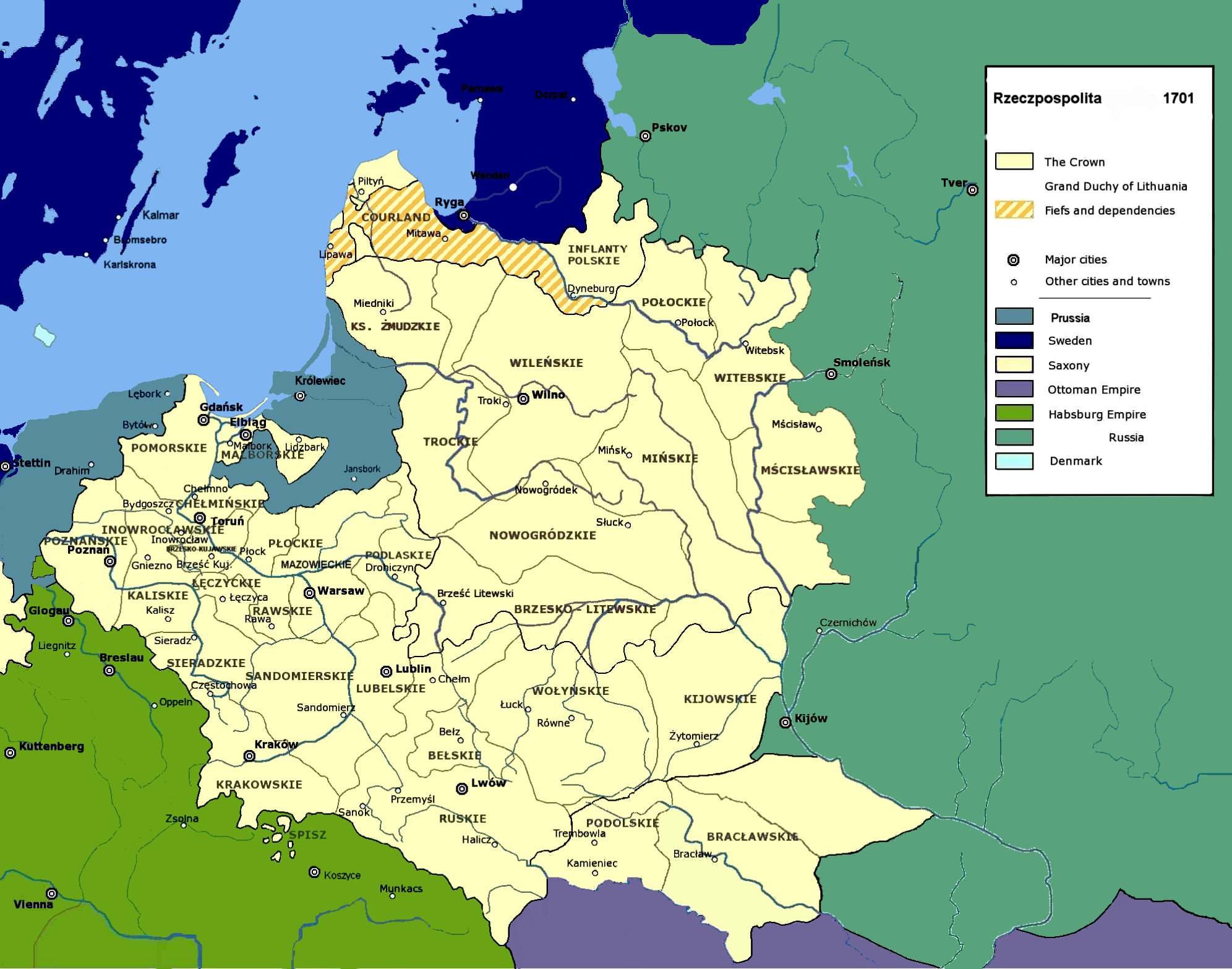
Rzeczpospolita w 1701 roku

14 czerwca 1744 urodził się Ascher Ben Yechazkiel Halevi. Posługiwał się głównie nazwiskiem Berisch Ascher. Jego prapradziadkiem był rabin Jerucham z Białogardu. Rodzina Berischa Aschera wyemigrowała w II połowie XVIII wieku na Pomorze Zachodnie (wówczas Pomorze Tylne, niem. Hinterpommern).
| 4. Ascher Ben Yechazkiel Halevi/Berisch Ascher (1744−1776) |  |                                         |  |  |      |
|                                                            |  | 2. Jӓckel Ascher/Jakob Levy (1775–1834) |  |  |      |
| 5. Feigel Bat Yehuda Moshe/Feigel Gitel Ascher (?–?)       |  |                                         |  |  |      |
|                                                            |  |                                         |  |  | 1. ↘ |
| 6. ? (c.?–?)                                               |  |                                         |  |  |      |
|                                                            |  | 3. Ester Lob/Ester Levy (?)             |  |  |      |
| 7. (?–?)                                                   |  |                                         |  |  |      |
|                                                            |  |                                         |  |  |      |

### Rodzina z Pomorza

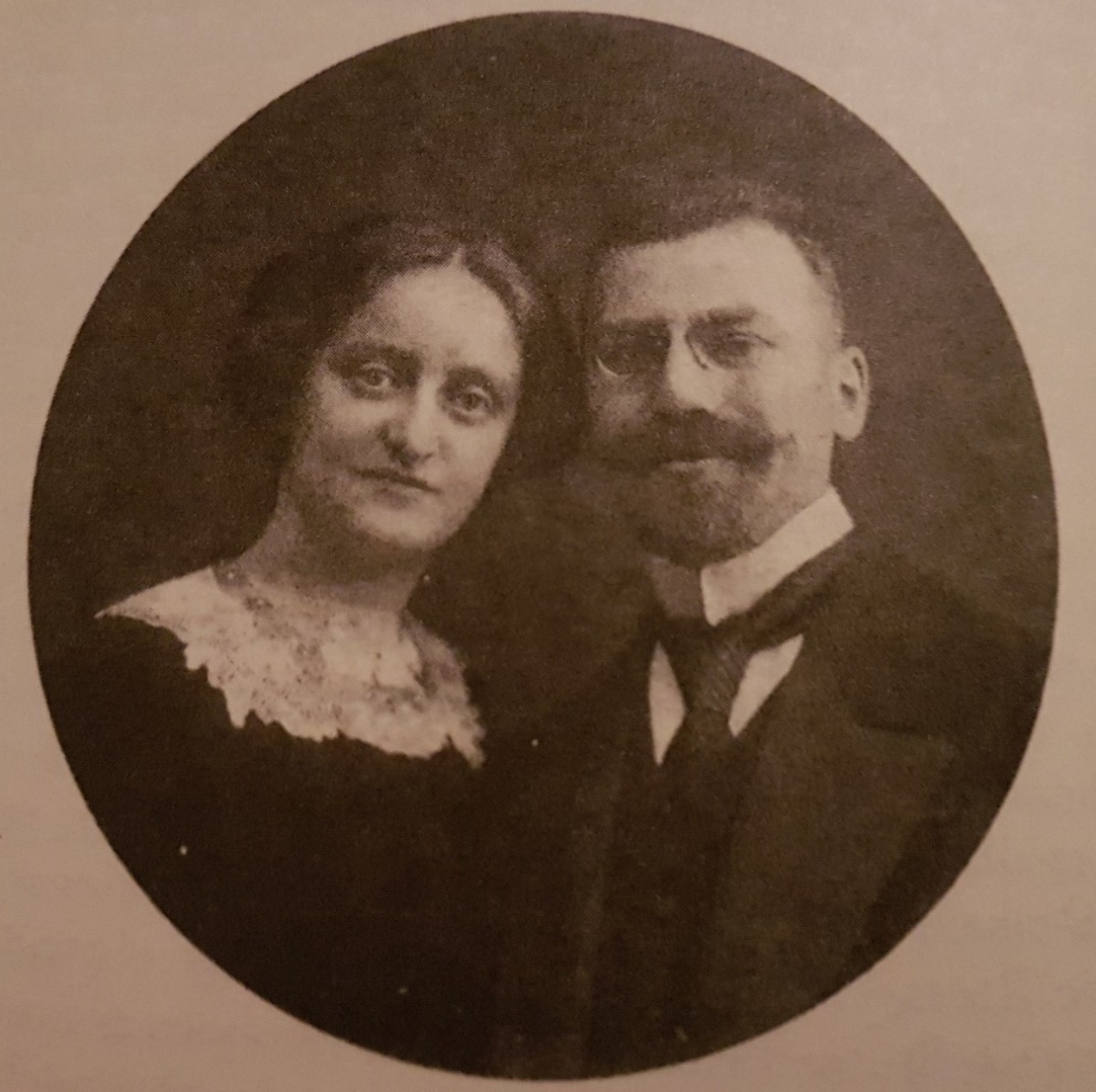
Else Levy (Frensdorf) i Leo Levy

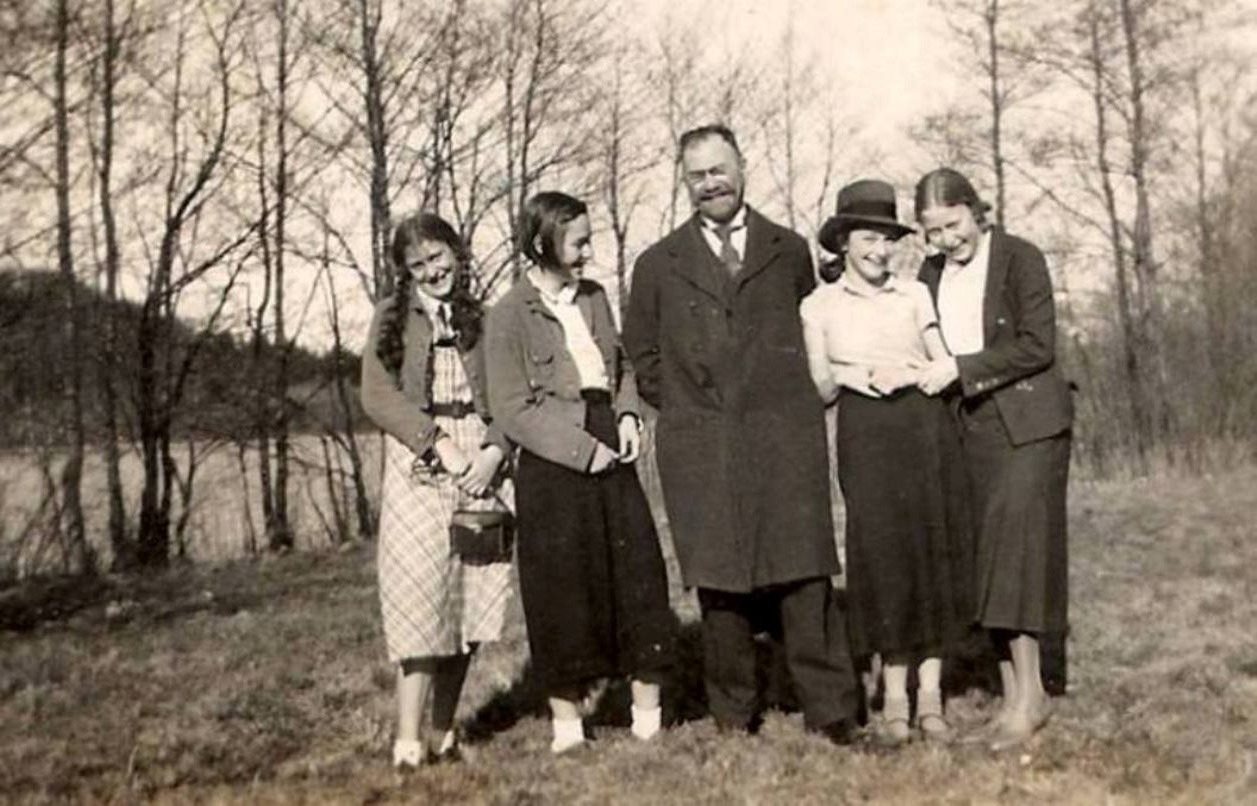
Od lewej: Greta, Eva, Leo, najmłodsza Ruth i najstarsza Hannah

Syn Berisch Aschera to Jӓckel Ascher, urodził się 25 stycznia 1775 w Kamieniu Pomorskim. W 1812 Jӓckel Ascher przyjął nazwisko Jakob Levy. Jego syn Ascher Levy miał dwóch synów: Bernharda, Juliusa i córkę Vogel. Najstarszy syn Bernhard Levy miał trzech synów i dwie córki. Ernst zmarł w 1934 w Tel Awiwie mając 58 lat. W 1938 Leo Levy został zamordowany przez bojówkarzy.
| 4. Ascher Levy (1815−1897)    |  |                                |  |  | |
|                               |  | 2. Bernhard Levy (1845–1920)   |  |  | |
| 5. Fanny Benjamin (1821–1897) |  |                                |  |  | |
|                               |  |                                |  |  | 1. Leo Levy (1881–1938) (Hannah, Eva, Greta, Ruth) 2. Siegfried Levy (1878–1955) 3. Lina Levy (1875–1943) 4. Ernst Levy (1876–1934) (Thea, Marianna, Brigitta i Gabriela) 5. Ida Levy (1884–1974) (Susanna Sanna) |
| 6. ? Cohen (c.?–?)            |  |                                |  |  | |
|                               |  | 3. Henriette Cohen (1853–1922) |  |  | |
| 7. ? (?–?)                    |  |                                |  |  | |
|                               |  |                                |  |  | |

## Losy rodziny Levych, upamiętnienie, spotkania w Połczynie

### Losy rodziny Levych z Połczyna

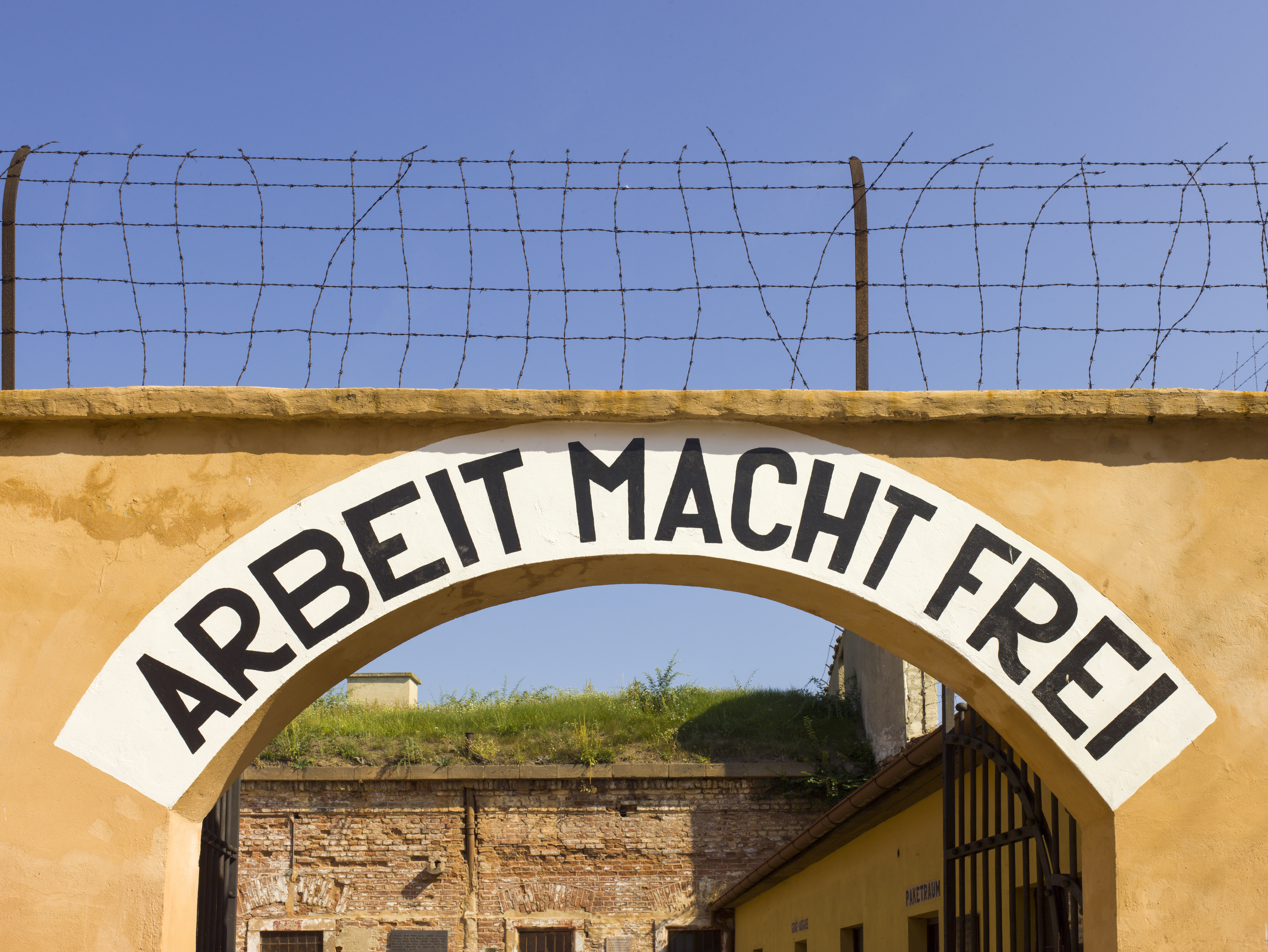
Brama wejściowa do obozu koncentracyjnego Theresienstadt

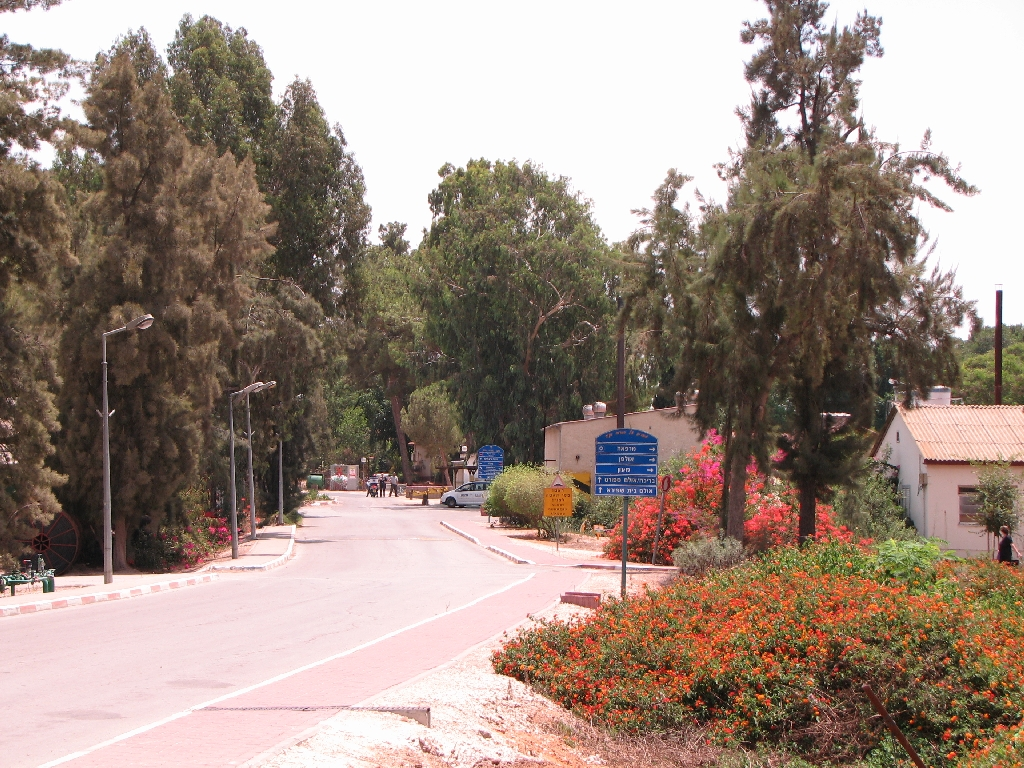
Córka Leo Levy’ego Hannah prowadziła w Beerot Jicchak małe gospodarstwo rolne

Elsa Levy po zamordowaniu męża wyemigrowała do Erec Israel i zmarła tam w 1943. Brat Leo, Ernst, miał cztery córki: Theę, Marianne, Brigitte i Gabriele. Wszystkie przed wybuchem wojny wyemigrowały z Niemiec do Palestyny, wyszły tam za mąż i założyły rodziny.
Drugi syn Bernharda, Siegfried, wyemigrował do Stanów Zjednoczonych, gdzie zmarł w 1955 w wieku 77 lat, będąc ostatnim potomkiem rodu Levych z Połczyna noszącym to nazwisko. Jego żona Lisbeth Levy zmarła w Tel Awiwie mając dziewięćdziesiąt lat. Lina, siostra Leo, i jej mąż Karl Hamburger stracili życie w obozie koncentracyjnym w Terezinie na terenie Czech. Ich jedyny syn, Alfred Hamburger uciekł z obozu i mieszka w Nowym Jorku.
Najmłodsza córka Bernharda, Ida, wyszła powtórnie za mąż po rozwodzie z kuzynem Paulem Levym; jej drugi mąż to Otto Feldman, czechosłowacki Żyd. Ida zmarła w Stanach Zjednoczonych w 2012 w wieku dziewięćdziesięciu lat. Kuzyn Siegfrieda Paul Levy był jednym z głównych inżynierów kolei niemieckich, po dojściu Hitlera do władzy stracił stanowisko, w 1941 został deportowany do obozu koncentracyjnego w Piaskach niedaleko Lublina, w 1943 przewieziony do Majdanka, gdzie zginął. Drugi kuzyn, artysta Rudolf Levy został wywieziony do obozu w Carpi niedaleko Modeny.
Córka Leo, Ruth, wraz z matką wyjechała w 1939 do Tel Awiwu, wyszła za mąż w 1953 za berlińczyka, po czym oboje wyemigrowali do Stanów Zjednoczonych, gdzie osiedlili się na Zachodnim Wybrzeżu. Ich syn tragicznym zbiegiem okoliczności zginął w wypadku samochodowym tego samego dnia, co Leo – dziewiątego listopada. Ruth zmarła 5 września 2000 w Los Angeles.
Eva, którą ojciec na rok przed wybuchem wojny odwiózł do Triestu, skąd odpłynęła do Palestyny, zmarła w 2004 w Izraelu. Jej syn, Amnon Rimon, po wojnie jako potomek Levych przyjeżdżał do Połczyna-Zdroju w 1991, w 2010 i w 2016. Córki Leo Hannah i Greta osiadły w Izraelu. Hannah Slijper, wdowa po Holendrze, mieszkała w Ramat ha-Szaron niedaleko Tel Awiwu i do śmierci męża prowadziła małe gospodarstwo rolne w moszawie Be’erot Jicchak. Była bardzo zaangażowana w pomoc dla osadników przybywających do Izraela, pomagała także Romanowi Fristerowi w ustalaniu losów rodziny. Hannah zmarła 30 stycznia 2012 w wieku 97 lat.
Margarete (Greta) Levy urodziła się 21 października 1919 roku w Bad Polzin (Połczyn-Zdrój), ukończyła Haushaltungsschule (Szkoła Gospodarstwa Domowego) we Wrocławiu i po jej ukończeniu została wysłana do Londynu. Ostatni raz wyjechała do Niemiec i zobaczyła swoich rodziców w 1937 roku z okazji 25 rocznicy ślubu. Po powrocie do Londynu, na rok przed nocą kryształową, opiekowała się dziećmi żydowskiej rodziny, aby zarobić pieniądze. 10 listopada 1938 otrzymała przez telefon wiadomość od matki, że jej ojciec został zabity. W 1942 wyszła za mąż za angielskiego historyka sztuki Klausa Ernsta Hinrichsena (1912–2004), pół-Żyda według ustaw norymberskich, również uciekiniera z Niemiec. Jej rodzina mieszka w Highgate w północnym Londynie. Po zamordowaniu ojca Greta straciła wiarę, dzieci wychowywała bez religii. Jej córka to Jacqueline Richardson, syn Nicolas Hinrichsen. Zostali ochrzczone w obrządku luterańskim, aby ułatwić im życie w Anglii. Jacqueline ma córkę Gabrielle i wnuczkę Emmy. Nicolas i Jacqueline w kwietniu 2016 odwiedzili Połczyn-Zdrój. Większość kuzynów rodziny Levych rozjechała się po świecie, niektórzy nie doczekali końca wojny.

### Tabliczka upamiętniająca
Przed opuszczonym budynkiem przy połczyńskim parku, gdzie mieszkała rodzina Levych, dla upamiętnienia tego faktu została w kwietniu 2016 zamocowana w chodniku metalowa tabliczka. Budynek ten to dawny kurhaus Cecilienbad, powstały około 1920–1930, prawdopodobnie w 1924.
Po II wojnie światowej budynek po remoncie zatracił swój pierwotny kształt, dwa budynki połączono łącznikiem. Przekształcony został w Ośrodek Sanatoryjno-Wypoczynkowy „Poznanianka”, funkcjonujący w latach 1960–2002.

Upamiętnienie tego miejsca jest zasługą Tomasza Chmielewskiego, dyrektora połczyńskiego Centrum Kultury, który treść konsultował z Muzeum Żydów Polskich w Warszawie. Napis na tabliczce zamontowanej w chodniku po polsku, angielsku i hebrajsku brzmi:

„Tu żył Leo Levy, urodzony 19.09.1881 roku. Zamordowany podczas nocy kryształowej 10.11.1938 roku”

### Spotkania rodziny Levych w Połczynie
Amnon Rimon był pierwszym członkiem rodziny Levych, który po wojnie w 1991 przyjechał do Połczyna. Przez kilka ostatnich lat mieszkał w Berlinie, będąc szefem instytucji zajmującej się sprzedażą izraelskich obligacji State of Israel Bonds w Niemczech, Szwajcarii i Austrii.
W 2010 Rimon przygotował i zorganizował kolejny przyjazd potomków Levych do Połczyna, gdzie zawitał z żoną Riną i mieszkającą w USA siostrą Nomi Rosenblum oraz kuzynką Susanną Stumpf i jej córką Inez. Spotkali się wtedy z mieszkańcami miasta, w amfiteatrze w parku zdrojowym, gdzie na stoisku z książką Romana Fristera rozdawali autografy. Następnie obejrzeli miasto, zwiedzali miejsca związane z historią rodu, jednak cmentarza żydowskiego, gdzie został pochowany wówczas Leo Levy, nie znaleźli.

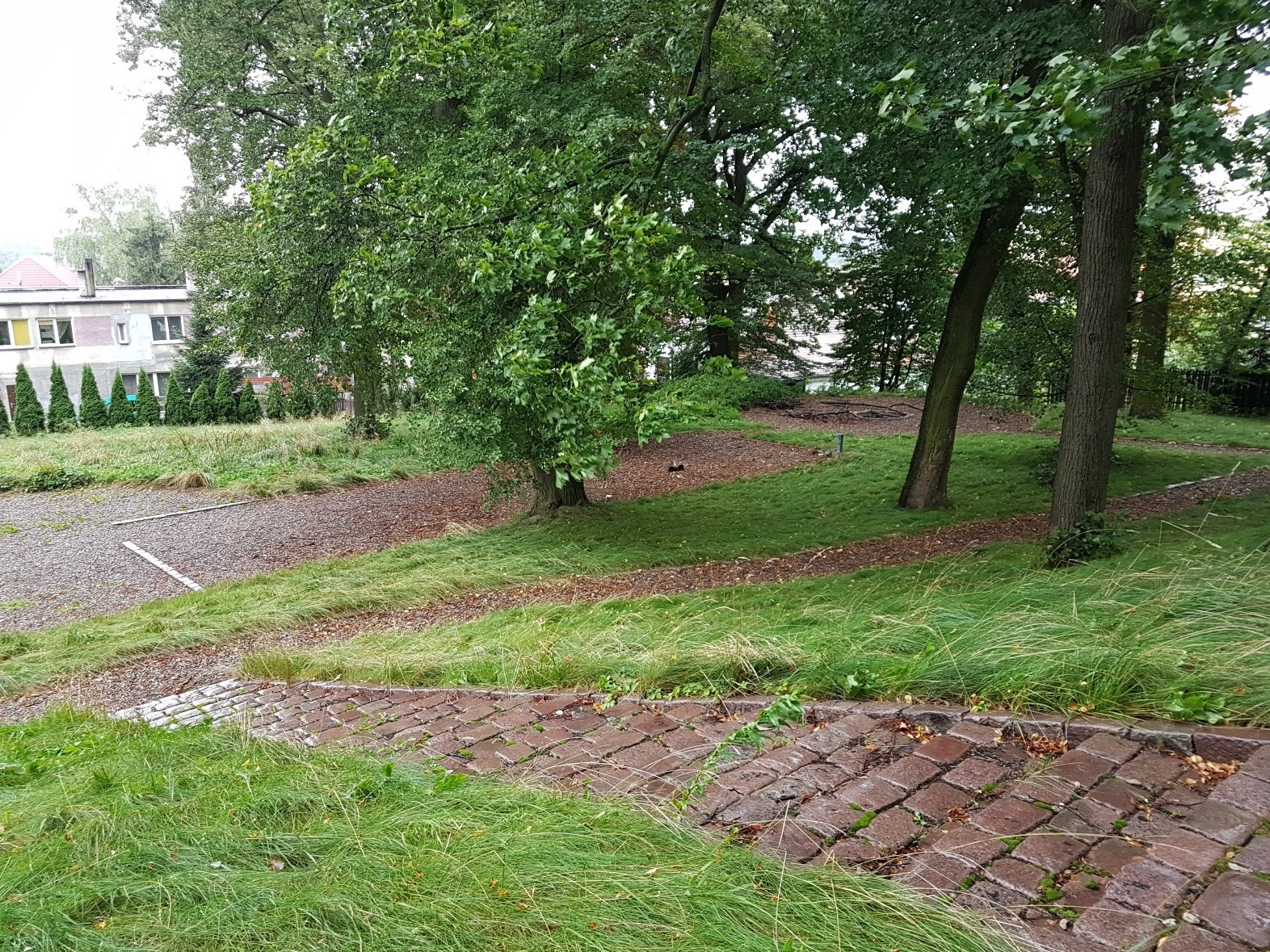
Były cmentarz żydowski

W kwietniu 2016, podczas trzeciej wizyty, swoją obecnością przed tablicą upamiętnili rodzinę Levych jej potomkowie: Jacqueline Richardson, jej brat Nicolas Hinrichsen – dzieci jedynej żyjącej córki Leo Levy’ego, Margarete (bliscy od zawsze mówili o niej Gretel) oraz Amnon Rimon, syn Ewy, siostry Gretel.
Potomkowie Levych zobaczyli opuszczony i podupadający budynek, gdzie do 1938 mieszkała ich rodzina. Następnie zwiedzili miejsce przy ulicy Demokracji, gdzie stała synagoga.
Byli także w Kołaczu, gdzie za bramą tartaku obejrzeli maszynę parową, potem odwiedzili Buślarki, gdzie przed wojną było gospodarstwo prowadzone przez rodzinę Levych. Wracając mijali ceglane mury połczyńskiego browaru, zajechali na spalony w 2012 dworzec kolejowy, gdzie członkowie rodziny żegnali się, na zawsze opuszczając Połczyn. Zobaczyli też dawny kirkut za miastem, gdzie dwa dni po nocy kryształowej pochowano Leo Levy’ego. Kolejnym przystankiem było miejsce przy starym cmentarzu żydowskim, będącym wówczas bliżej centrum miasta. Potem był spacer po parku zdrojowym. Przed wyjazdem potomkowie rodziny Levych wraz z organizatorami spotkali się w restauracji Parkowa (do wojny działała Café Zell).

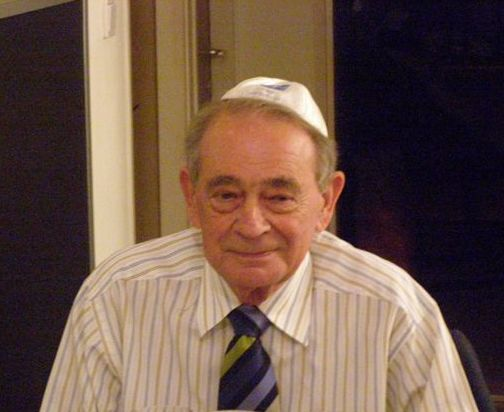
Roman Frister

Spotkanie zorganizowali i brali w nim udział: burmistrz Barbara Nowak, dyrektor połczyńskiego Centrum Kultury Tomasz Chmielewski, oraz rodowita połczynianka Elżbieta Lemańska, która zafascynowana publikacją Romana Fristera na bieżąco kreśli drzewo genealogiczne rodziny, zbiera informacje o potomkach rodu.
Jacqueline poprosiła jeszcze o pokazanie jej okolicy, szczególnie tych miejsc, o których opowiadała jej matka. Były to wspomnienia o malowniczych traktach wijących się między jeziorami, już przed wojną miejscowi nazywali okolicę Szwajcarią.

Córki Leo nie odwiedziły po wojnie Połczyna. W kwietniu 2016 Gretel Hinrichsen z Londynu w rozmowie telefonicznej ze swoją córką Jacqueline będącą z wizytą w Połczynie-Zdroju, wzruszona mówiła: 

„Nasze wspomnienia były zbyt bolesne.”